# Helen Tamiris
Helen Tamiris (nom real Helen Becker, Nova York, EUA, 24 d'abril de 1905 – ibídem, 4 d'agost de 1966) fou una coreògrafa estatunidenca, ballarina moderna i professora de ball.

## Biografia

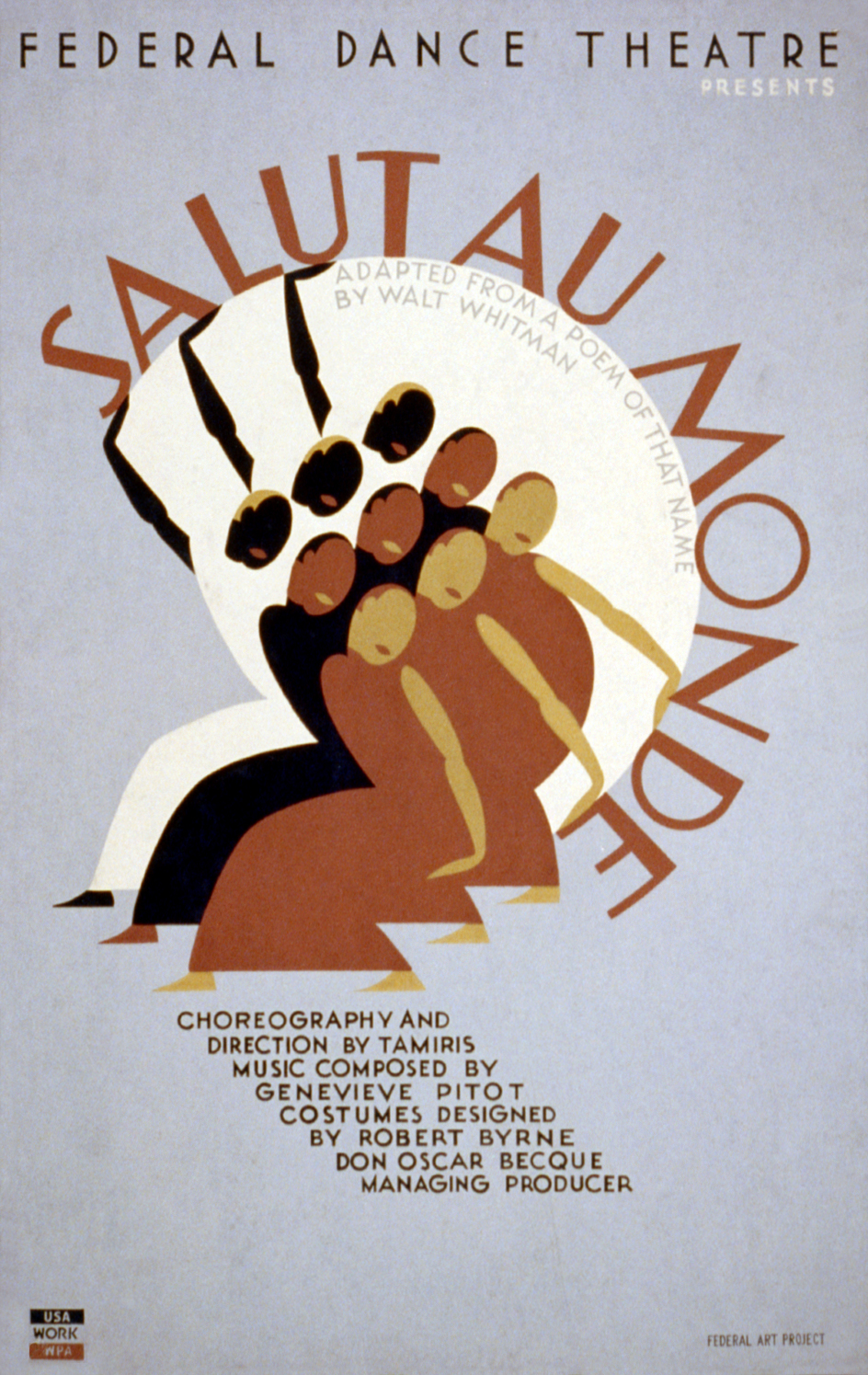
Salut au Monde (1936) és un ballet original de Helen Tamiris pel Federal Dance Theatre (Teatre Federal de Dansa), una divisió del Federal Theatre Project (Projecte de Teatre Federal).

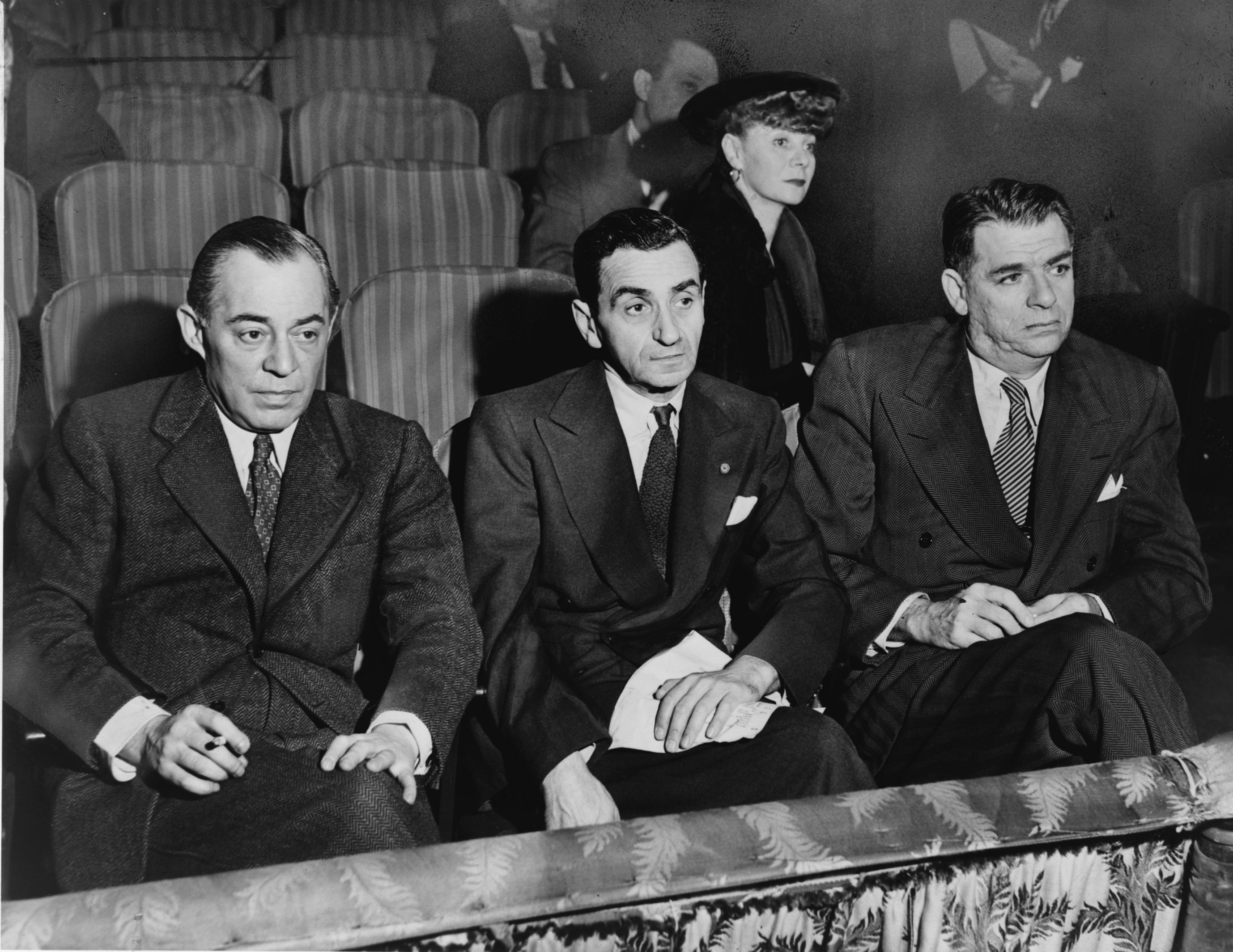
Irving Berlin, amb Richard Rodgers, Oscar Hammerstein i Helen Tamiris, observant les audicions en el St. James Theatre, 1948

Tamiris va néixer a la ciutat de Nova York el 23 d'abril de 1905. Va ser una coreògrafa coneguda pels seus treballs sobre temes estatunidencs. Va començar preparant-se pel ballet i la comèdia musical. Va destinar temps a estudiar moviments lliures al Henry Street Settlement. Va ballar al llarg de tres temporades al ballet del Metropolitan Opera i al Bracale Opera Company abans d'estudiar breument amb Mikhaïl Fokin i amb un deixeble d'Isadora Duncan. En 1927, va debutar com a ballarina moderna principal i dos anys més tard va crear la seva pròpia escola i la seva companyia de ball. No només es va preocupar d'establir la dansa moderna com una forma d'art viable, sinó que també va voler dur la dansa a una audiència més ampla.
Tamiris es va casar amb el coreògraf i ballarí modern Daniel Nagrin, qui va escriure el llibre How to Dance Forever: Surviving Against the Odds (com ballar per sempre: sobreviure contra tota probabilitat), publicat l'any 1988. Tamiris I Nagrin van dirigir la companyia de dansa Tamiris-Nagrin Dance Company.
Molt dels seus treballs més coneguts aborden assumptes socials, com ara el racisme i la guerra. El treball que més fama li va donar va ser la suite de dansa Negro Spirituals, creada entre 1928 i 1942, coreografiant vuit obres d'aquesta suite. La suite protestava contra els prejudicis i la discriminació contra els afroamericans als EUA. How Long Brethren? (Quant de temps, germans?) (1937) va ser ballada com una cançó de protesta. Va ser una producció del Federal Dance Project (Projecte de Dansa Federal) de la Works Progress Administration (WPA) i explorava els problemes als quals s'enfronten els afroamericans. Va ser el primer cop que els fons federals es van utilitzar en la creació de dansa estatunidenca. Altres ballarins i coreògrafs que van participar en aquest projecte van ser Katherine Dunham, Doris Humphrey, Ruth Page i Charles Weidman. How Long Brethren? va guanyar el primer premi de la revista Dance Magazine en l'apartat de coreografia de grup.
Tamiris va ser molt activa organitzant als artistes joves a través de la Concert Dances League, Dance Repertory Theatre (amb contribucions de Martha Graham, Doris Humphrey, i Charles Weidman), Dancers Emergency Association i American Dance Association. Va assumir també un paper cabdal al Federal Dance Project sota la WPA, arribant amb el temps a esdevenir la directora d'aquest projecte. Durant la Gran Depressió va ajudar a molts ballarins a trobar feina i oportunitats de carrera.
Helen Tamiris era jueva i va coreografiar algunes peces amb temes que van reflectir el seu patrimoni jueu, com Memoir (1959) i Women's Song (cançó de dones) (1960).
Va ser coneguda també per la seva contribució al teatre musical. Durant un període al qual les oportunitats dels ballarins per a treballar van començar a minvar, un nombre de coreògrafs de ballet i de dansa moderna, incloent-hi Tamiris, van començar a treballar al teatre musical, en comèdies musicals, i en pel·lícules. Tamiris va estar entre els coreògrafs que van guanyar premis per les seves coreografies de teatre musical. Així, va guanyar un Antoinette Perry Award (Tony) a la millor coreografia per Touch and Go (1949). Altres musicals coreografiats per ella van ser Adelante (1939), Annie Get Your Gun (1946), Up in Central Park (1947), Flahooley (1951), Carnival in Flanders (1953), Fanny (1954) i Plain and Fancy (1955, una de les primeres descripcions de la cultura Amish feta en obres escèniques).
Tamiris pensava que cada ball havia de crear els seus propis mitjans expressius i, per tant, no desenvolupar un estil o tècnica individual. Va ser un dels primers coreògrafs en utilitzar el jazz i la música espiritual per a explorar temes socials a través del ball. Va coreografiar també temes basats en els temes estatunidencs de balls de concert (incloent-hi Walt Whitman Suite i Salut au Monde).
Va morir a causa d'un càncer el 4 d'agost de 1966.